# Burkina Faso op de Olympische Zomerspelen 2008
Burkina Faso nam deel aan de Olympische Zomerspelen 2008 in Peking, China.
Burkina Faso debuteerde op de Zomerspelen in 1972 en deed in 2008 voor de zevende keer mee. Net als bij de zes voorgaande edities won Burkina Faso geen medaille.

## Deelnemers en resultaten
(m) = mannen, (v) = vrouwen 

### Atletiek
| Olympiër        | Discipline      | Resultaat | Prestatie                                          |
| --------------- | --------------- | --------- | -------------------------------------------------- |
| Idrissa Sanou   | 100m (m)        | 48e       | serie 4: 6de in 10,63                              |
|                 |                 |           |                                                    |
| Aïssata Soulama | 400m horden (v) | 11e       | serie 3: 5de in 56,37 halve finale 2: 5de in 55,69 |

### Judo
| Olympiër        | Discipline | Resultaat | Prestatie                                              |
| --------------- | ---------- | --------- | ------------------------------------------------------ |
| Hanatou Ouelogo | -48kg (v)  | 15e       | 1ste ronde: vrij 2de ronde: V van KAZ Nurgazina: ippon |

### Schermen
| Olympiër         | Discipline | Resultaat | Prestatie                         |
| ---------------- | ---------- | --------- | --------------------------------- |
| Julien Ouedraogo | sabel (m)  | 15e       | 1ste ronde: V van FRA Lopez: 6-15 |

### Zwemmen
| Olympiër            | Discipline         | Resultaat | Prestatie             |
| ------------------- | ------------------ | --------- | --------------------- |
| Rene Jacob Yougbara | 50m vrije slag (m) | 92e       | serie 2: 2de in 30,08 |
|                     |                    |           |                       |
| Elisabeth Nikiema   | 50m vrije slag (v) | 85e       | serie 2: 6de in 34,98 |

Afghanistan · Albanië · Algerije · Amerikaanse Maagdeneilanden · Amerikaans-Samoa · Andorra · Angola · Antigua en Barbuda · Argentinië · Armenië · Aruba · Australië · Azerbeidzjan · Bahama's · Bahrein · Bangladesh · Barbados · België · Belize · Benin · Bermuda · Bhutan · Bolivia · Bosnië en Herzegovina · Botswana · Brazilië · Britse Maagdeneilanden · Bulgarije · Burkina Faso · Burundi · Cambodja · Canada · Centraal-Afrikaanse Republiek · Chili · China · Chinees Taipei · Colombia · Comoren · Congo-Brazzaville · Congo-Kinshasa · Cookeilanden · Costa Rica · Cuba · Cyprus · Denemarken · Djibouti · Dominica · Dominicaanse Republiek · Duitsland · Ecuador · Egypte · El Salvador · Equatoriaal-Guinea · Eritrea · Estland · Ethiopië · Fiji · Filipijnen · Finland · Frankrijk · Gabon · Gambia · Georgië · Ghana · Grenada · Griekenland · Groot-Brittannië · Guam · Guatemala · Guinee · Guinee‑Bissau · Guyana · Haïti · Honduras · Hongarije · Hongkong · Ierland · IJsland · India · Indonesië · Irak · Iran · Israël · Italië · Ivoorkust · Jamaica · Japan · Jemen · Jordanië · Kaaimaneilanden · Kaapverdië · Kameroen · Kazachstan · Kenia · Kirgizië · Kiribati · Koeweit · Kroatië · Laos · Lesotho · Letland · Libanon · Liberia · Libië · Liechtenstein · Litouwen · Luxemburg · Macedonië · Madagaskar · Malawi · Malediven · Maleisië · Mali · Malta · Marshalleilanden · Marokko · Mauritanië · Mauritius · Mexico · Micronesië · Moldavië · Monaco · Mongolië · Montenegro · Mozambique · Myanmar · Namibië · Nauru · Nederland · Nederlandse Antillen · Nepal · Nicaragua · Nieuw-Zeeland · Niger · Nigeria · Noord-Korea · Noorwegen · Oeganda · Oekraïne · Oezbekistan · Oman · Oostenrijk · Oost‑Timor · Pakistan · Palau · Palestina · Panama · Papoea-Nieuw-Guinea · Paraguay · Peru · Polen · Portugal · Puerto Rico · Qatar · Roemenië · Rusland · Rwanda · Saint Kitts en Nevis · Saint Lucia · Saint Vincent en Grenadines · Salomonseilanden · Samoa · San Marino · Sao Tomé en Principe · Saoedi-Arabië · Senegal · Servië · Seychellen · Sierra Leone · Singapore · Slovenië · Slowakije · Soedan · Somalië · Spanje · Sri Lanka · Suriname · Swaziland · Syrië · Tadzjikistan · Tanzania · Thailand · Togo · Tonga · Trinidad en Tobago · Tsjaad · Tsjechië · Tunesië · Turkije · Turkmenistan · Tuvalu · Uruguay · Vanuatu · Venezuela · Verenigde Arabische Emiraten · Verenigde Staten · Vietnam · Wit-Rusland · Zambia · Zimbabwe · Zuid-Afrika · Zuid-Korea · Zweden · Zwitserland
Uitgesloten van deelname: Brunei